# Monika Mularczyk
Monika Mularczyk (ur. 28 czerwca 1980 w Skierniewicach) – polska sędzia piłkarska. Od 2008 roku sędzia międzynarodowa.
Mularczyk znalazła się na liście sędziów Mistrzostw Europy 2017.

## Sędziowane mecze Mistrzostw Europy 2017
Na podstawie:
| Mecz              | Data       | Miejsce                      | Runda        | Wynik | Żółta kartka | Czerwona kartka |
| ----------------- | ---------- | ---------------------------- | ------------ | ----- | ------------ | --------------- |
| Norwegia – Belgia | 20.07.2017 | Rat Verlegh Stadion, Breda   | Faza grupowa | 0:2   | 3            | 0               |
| Rosja – Niemcy    | 25.07.2017 | Stadion Galgenwaard, Utrecht | Faza grupowa | 0:2   | 1            | 0               |